# 통신 엔드포인트
통신 엔드포인트(communication endpoint)는 일종의 통신 네트워크 노드 (네트워크)이다. 통신 당사자 또는 통신 채널에 의해 노출되는 인터페이스이다. 후자 유형의 통신 끝점의 예는 게시-구독 주제 또는 그룹 통신 시스템의 그룹이다.

## 같이 보기
- 노드 (네트워크)
- 데이터 단말 장치
- 호스트 (네트워크)